# Cordignano
Cordignano (San Casàn de 'l Mésch o Cordignan in veneto) è un comune italiano di 6 811 abitanti della provincia di Treviso in Veneto.

## Geografia fisica
Situato al confine tra Veneto e Friuli-Venezia Giulia (provincia di Pordenone), il comune di Cordignano abbraccia una notevole porzione di territorio, di altitudine variabile tra i 25 e i 1079 m s.l.m., estendendosi dall'altopiano del Cansiglio alla pianura sottostante, a nord della Strada statale 13 Pontebbana.
Elemento che caratterizza fortemente il territorio è la presenza del fiume Meschio, che attraversa tutto il comune, provenendo dal vittoriese.

## Origini del nome
Cordignano, attestato nel 1138 come Curdiniano e nel 1298 come Crudiniano, dovrebbe essere un prediale derivato dal personale latino Cordo o Cordus.
In origine esso indicava il solo castello di Cordignano (l'odierno Castelat di Villa di Villa), mentre il centro abitato è stato a lungo chiamato San Cassiano del Meschio, espressione che ancora si conserva nel dialetto e per indicare la chiesa parrocchiale.

## Storia
Il primo nucleo abitato del territorio dell'attuale comune risale alla preistoria. Si ha poi traccia di un castelliere (conosciuto come Castelir) databile tra XIV e X secolo a.C., nell'area nord, ai piedi delle Prealpi bellunesi.
In età romana l'area continuò a svilupparsi prevalentemente nel campo agricolo, costituendo un'attiva comunità agricola ancora testimoniata in età medievale. Fu in questo periodo che il centro assunse il toponimo Corticionus (da cui Cordignano).
Nel XIII secolo divenne curia dei Da Camino, poi tra XV e XVIII secolo fu feudo dei Rangoni di Modena, passando nel Settecento al ramo dei Mocenigo di Venezia aventi dimora a San Stae.
Nel Novecento Cordignano va ricordato per lo sviluppo dell'artigianato e poi dell'industria, ancora oggi fiorente, mutando in parte l'orientamento agricolo dei secoli precedenti e comportando, così, anche un ridisegno del territorio, con vaste zone industriali e nuove infrastrutture.

### Simboli

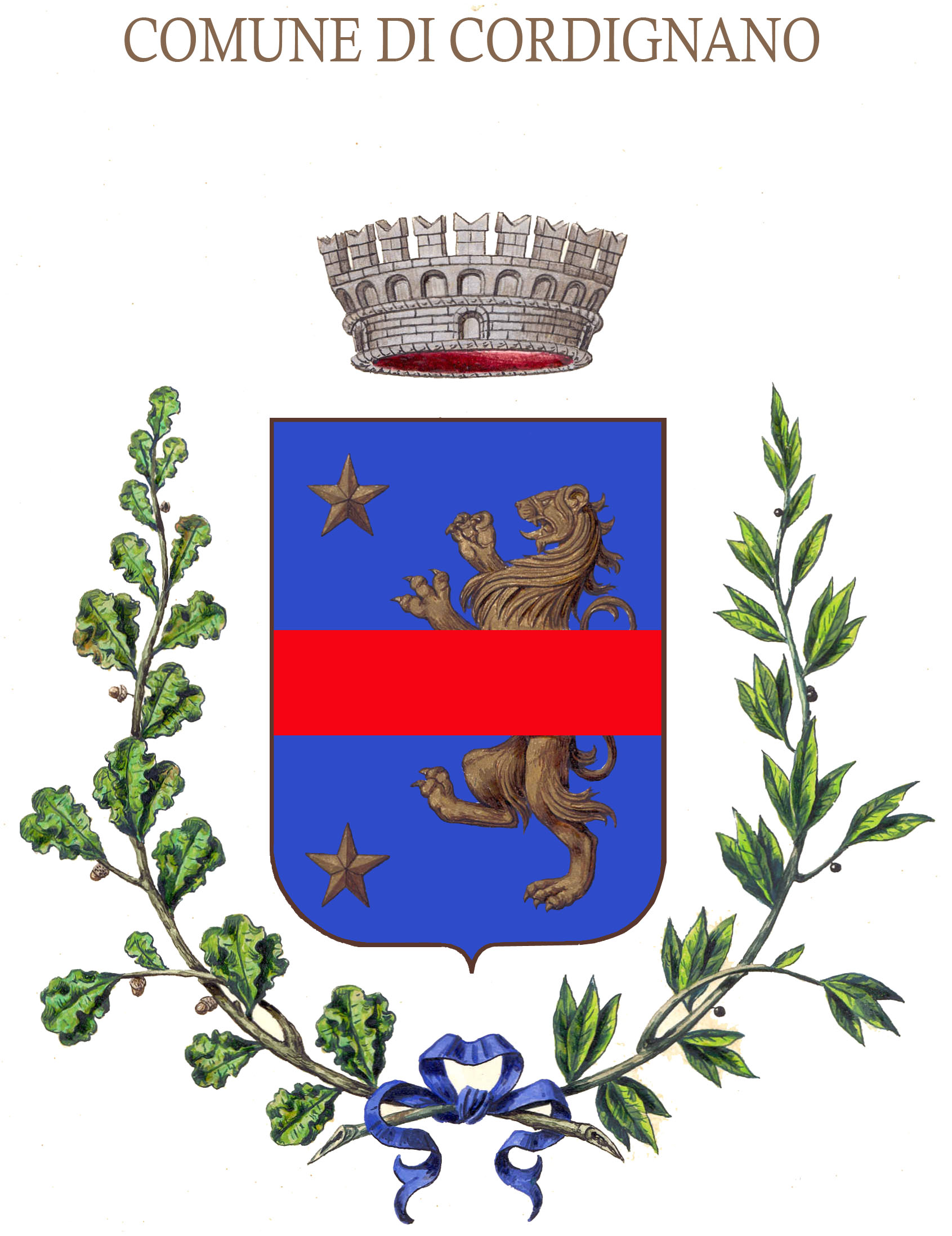
Stemma del Comune di Cordignano, concesso dalla Consulta araldica nel 1928

Lo stemma è stato riconosciuto con decreto del capo del governo del 6 settembre 1928.
Il gonfalone è un drappo di azzurro con la fascia di rosso.

## Monumenti e luoghi d'interesse

### Architetture religiose

#### Chiese
I diversi centri che disegnano il territorio comunale, di origine perlopiù rurale, trovano il loro centro in antichi edifici religiosi; si elencano di seguito quelli di rilievo storico-architettonico:
- Chiesa arcipretale dei santi Maria Assunta e Cassiano del Meschio: è la chiesa parrocchiale di Cordignano centro, fulcro della località. Eretta nel XVII secolo poggia sulle fondamenta di antichi edifici preesistenti risalenti all'età romana e al medioevo; l'attuale edificio presenta una facciata a capanna tripartita da coppie di lesene di ordine ionico, terminanti in un frontone dentellato e sovrastato da tre sculture. Internamente conserva opere di Palma il Giovane, Giovanni De Min, Domenico Tintoretto e Marco Vecellio. Si caratterizza anche per la presenza, sul fianco sinistro, di un alto campanile novecentesco.

- Chiesa di Santo Stefano: è la parrocchiale della frazione Pinidello, importante per il ciclo di affreschi degli interni, attribuiti a Francesco Del Zotto.
- Chiesa di San Zenone: è l'antichissima chiesa (XIII secolo) della frazione Silvella.
- Chiesa di San Valentino: chiesetta di Ponte della Muda, con una piccola torre campanaria in pietra e una grande statua del santo protettore inserita in facciata, sopra il portale lapideo.

#### Oratori
- Oratorio di via Isonzo: edificio di forma ottagonale con portale timpanato; è inserito tra gli edifici del centro e in buono stato di conservazione.
- Oratorio di via Piave: piccolo edificio religioso con facciata a capanna, con portale fortemente rimaneggiato sovrastato da timpano; si trova annesso a un vecchio borgo ed è in cattivo stato di conservazione.

### Architetture civili
Tra le architetture civili di una certa rilevanza, il passato agricolo ha lasciato vecchi borghi (tra i quali si ricordano quelli porticati del centro del capoluogo, di epoca seicentesca), case rurali e alcune ville padronali, sedi delle famiglie che hanno avuto influenza sul territorio ed espressioni architettoniche del loro prestigio.

#### Ville venete
Di seguito si elencano le principali ville venete presenti nel comune:
- Villa Rota Brandolini d'Adda Casanova Zanussi[11] (XVIII secolo)
- Villa Mocenigo detta "Belvedere"[12](Villa di Villa, XVII secolo)
- Villa Pizzamiglio[8] (Silvella, XVIII secolo)

#### Palazzo del dazio
Edificio del XVI secolo presente in frazione Ponte della Muda, il Palazzo del dazio era una sede doganale posta nell'unico luogo di attraversamento del Meschio sulla linea Venezia-Udine, appunto il ponte della muda che ha dato nome alla località.
La struttura ha un ampio porticato coperto da volte a crociera al piano terra, con archi a tutto sesto sostenuti da colonne impreziosite da elementi scultorei; il primo piano è aperto da monofore rettangolari e sovrastato da un ammezzato nel sottotetto.

### Aree naturali

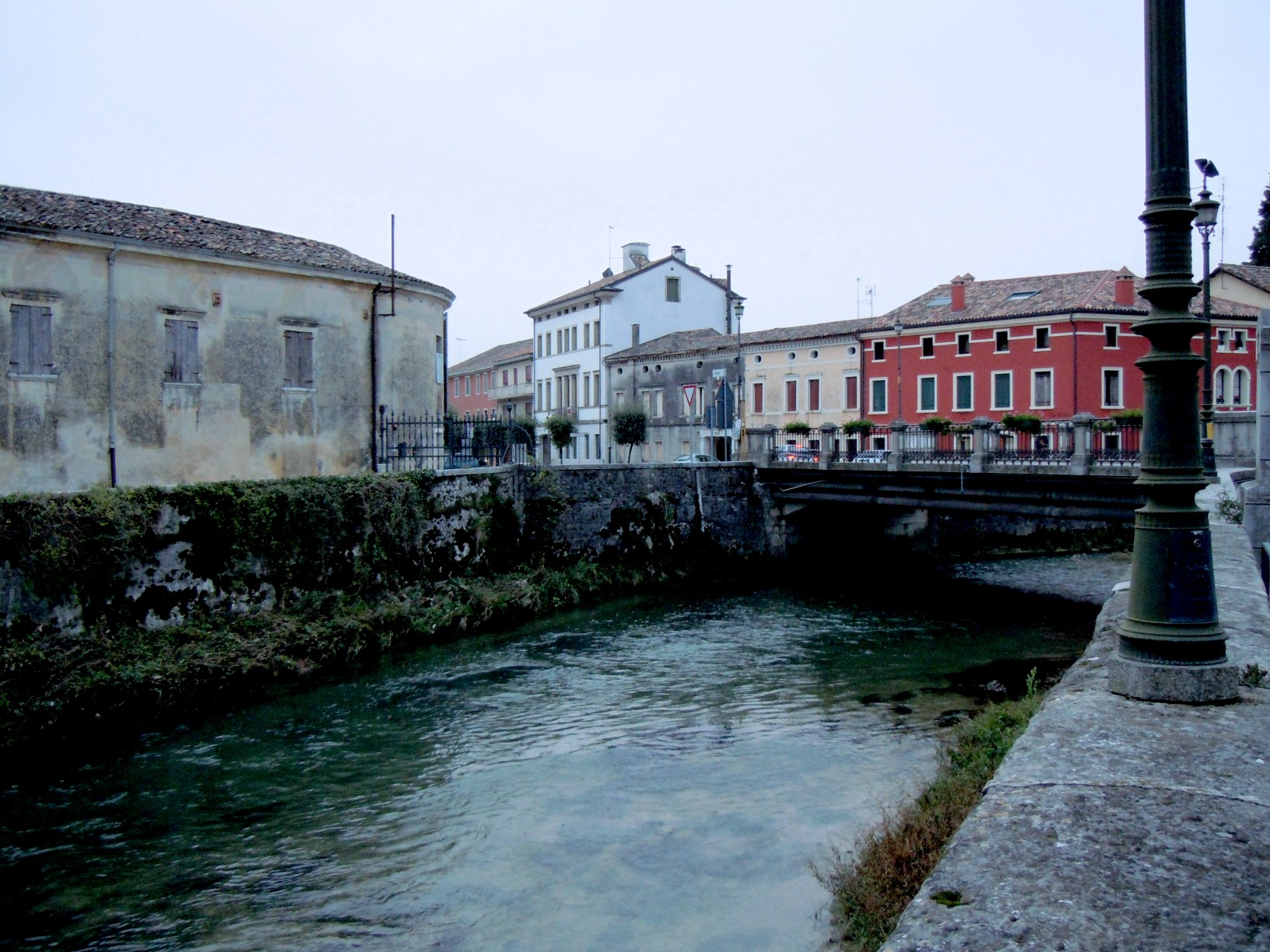
Il Meschio all'altezza di piazza Italia

Il fiume Meschio, il cui nome è di origine latina (misceo, misces, miscui, mixtum, miscēre) ovvero mescolare, mescere, indica la confluenza dei numerosi torrenti nel suo corso, la sorgente cristallina nasce dal bacino del brent al di sotto del Monte Visentin a Vittorio Veneto, si snoda sinuoso e placido attraverso il comune di Colle Umberto per poi raggiungere il comune di Cordignano.
L'abitato è lambito a sud dal fiume Meschio, che passa per il centro del paese all'altezza della piazza Italia, bagnando la parte nord del parco di villa Rota Brandolini d'Adda.
Le numerose anse e gli argini verdi del corso d'acqua, circondati da numerose aree dove il paesaggio rurale conserva una certa integrità, caratterizzano fortemente il territorio di Cordignano.

## Società

### Evoluzione demografica
Abitanti censiti

### Etnie e minoranze straniere
Al 31 dicembre 2023 gli stranieri residenti nel comune erano 577, ovvero il 8,4% della popolazione. Di seguito sono riportati i gruppi più consistenti:
1. Romania: 163
2. Albania: 93
3. Marocco: 51
4. Ucraina: 34
5. Macedonia del Nord: 32

## Cultura

### Eventi
- Premio Nazionale di Pittura, Grafica e Acquerello – Piero Della Valentina: annualmente, in autunno, si tiene un premio nazionale di pittura istituito nel 1989 e che richiama artisti da tutta Italia e anche dall'estero[16].
- Festa delle prealpi: in autunno; maestri scultori creano le loro opere per i visitatori, mercatino di artigianato tipico, chioschi gastronomici e palio del boscaiolo.

## Amministrazione
| Periodo | Periodo   | Primo cittadino  | Partito      | Carica  | Note |
| ------- | --------- | ---------------- | ------------ | ------- | ---- |
| 2021    | in carica | Roberto Campagna | Lista civica | Sindaco |      |